# Jūratė Matekonienė
Jūratė Matekonienė (* 14. August 1945 in Žuvintai, Rajongemeinde Alytus, Litauische SSR) ist eine litauische Wirtschaftswissenschaftlerin und Politikerin.

## Leben
Seit 1950 lebt Matekonienė in Kaunas. Nach dem Abitur 1962 an der 22. Mittelschule Kaunas absolvierte sie das Diplomstudium 1967 am Polytechnischen Institut Kaunas und wurde Wirtschaftsingenieurin. Von 1972 bis 1975 studierte sie am Institut für Wirtschaftswissenschaften der Akademie der Wissenschaften der UdSSR und wurde 1975 promoviert. Von 1970 bis 1975 lehrte sie Unternehmensorganisation am Polytechnischen Institut Kaunas, von 1975 bis 1996 und seit 2002 lehrt sie an der Fakultät Kaunas der Universität Vilnius.
Von 1996 bis 2000 war sie Mitglied des Seimas (gewählt im  Wahlkreis Jonava) und von  2009 bis 2011 Mitglied im Rat der Stadtgemeinde Kaunas, Generaldirektorin der Tageszeitung  Lietuvos žinios. Ab 2000 war sie Mitglied der Lietuvos centro sąjunga und seit 2006 der Lietuvos Respublikos liberalų sąjūdis.

## Quelle
- 2008 m. Lietuvos Respublikos Seimo rinkimai – Lietuvos Respublikos liberalų sąjūdis – Iškelti kandidatai (Memento vom 17. Mai 2013 im Internet Archive)

| Personendaten    | Personendaten                                                              |
| ---------------- | -------------------------------------------------------------------------- |
| NAME             | Matekonienė, Jūratė                                                        |
| KURZBESCHREIBUNG | litauische Wirtschaftswissenschaftlerin, Hochschullehrerin und Politikerin |
| GEBURTSDATUM     | 14. August 1945                                                            |
| GEBURTSORT       | Žuvintai, Rajongemeinde Alytus, Litauische SSR                             |